# Provincia de Esmeraldas
Esmeraldas es una de las veinticuatro provincias que conforman la República del Ecuador. Está situada en la zona geográfica conocida como región litoral o costa. Su capital administrativa es la ciudad de Esmeraldas, la cual además es su urbe más grande y poblada. Ocupa un territorio de unos 15.808,8 km², siendo la sexta provincia del país por extensión. Limita al este con Carchi e Imbabura; al sur con Santo Domingo de los Tsáchilas y Manabí; al sureste con Pichincha; al norte con la provincia de Tumaco-Barbacoas, del departamento de Nariño, perteneciente a Colombia, y al oeste y norte con el océano Pacífico, a lo largo de una franja marítima de unos 230 km.
En el territorio esmeraldeño, habitan 553.900 personas, según el último censo (2022), siendo la octava provincia más poblada del país. La provincia de Esmeraldas está constituida por siete cantones, con sus respectivas parroquias urbanas y rurales. Según el último ordenamiento territorial, la provincia de Esmeraldas pertenecerá a una región comprendida también por las provincias de Carchi, Imbabura y Sucumbíos, aunque no esté oficialmente conformada, denominada Norte.
Es conocida como la provincia verde por su gran cantidad de productos agrícolas. Esmeraldas es uno de los más importantes centros administrativos, económicos, financieros y comerciales del Ecuador. Las actividades principales de la provincia son el comercio, la ganadería, la industria y la agricultura. Gran parte de su economía depende de la exportación de camarón y banano. Además de este, se produce cacao, tabaco y café. Son importantes la pesca, la industria petroquímica y el turismo.
La provincia de Esmeraldas es conocida, además de por sus hermosas playas, sus paisajes exuberantes, su clima cálido y húmedo, y por ser tradicionalmente el territorio afroecuatoriano por excelencia. Así mismo, las selvas esmeraldeñas son cuna de tres de las cuatro nacionalidades indígenas de la Región Litoral de Ecuador: los cayapas, los éperas y los awás. El área de la provincia fue cuna de culturas como los atacames, tolas, cayapas. La colonización española se dio el 21 de septiembre de 1526, cuando Bartolomé Ruiz echó anclas en la desembocadura de un «río grande» y denominó al sector como San Mateo. Durante ese período, la entidad máxima y precursora de la provincia sería el Gobierno de las Esmeraldas. Después de la guerra independentista y la anexión de Ecuador a la Gran Colombia, se crea la provincia de Pichincha, el 25 de junio de 1824, en la que dentro de sus límites se encuentra el actual territorio esmeraldeño. El 20 de noviembre de 1847, se crea la octava provincia del país: la provincia de Esmeraldas.

## Historia

### Prehistoria
Ver Cultura Tumaco-La Tolita
La cultura de Tumaco-La Tolita fue una cultura precolombina que se difundió por la región costera de Colombia, Peru y Ecuador. Dos de los yacimientos más notables de esta cultura amerindia están en La Tolita, hoy Cantón Eloy Alfaro, de los que toma su nombre. Dependiendo de la fuente, puede aparecer denominada también como cultura de Tumaco o de La Tolita. La evidencia arqueológica disponible de esta cultura es antigua en el caso del sitio de La Tolita, cuyos materiales han sido fechados alrededor del año 600 a. C., mientras que en Tumaco las fechas más antiguas corresponden a 300 a. C.

### La Conquista
Bartolomé Ruiz echó anclas en la desembocadura de un "río grande" y fue recibido amistosamente. Según el historiador Federico González Suárez, Ruiz encontró en las orillas del río tres pueblos cuyos habitantes estaban engalanados con oro. El piloto continuó su viaje por la costa, y regresó con Pizarro, Almagro y sus hombres. Desembarcaron en una bahía a la que por la fecha de su arribo la llamaron de San Mateo de las Esmeraldas, entonces en 21 de septiembre de 1526. La recepción por los originarios ya no fue amistosa, por lo que reembarcaron y Pizarro se quedó aguardando refuerzos en la isla del Gallo. El año 1531 volvería Pizarro para la definitiva conquista.

### Colonia
Esmeraldas era conocida como "tierra de los yumbos" a quienes se consideraba como indios salvajes y peligrosos. Estas tribus eran las de los Niguas, Lachis, Campaces, Malabas y Cayapas. La falta de caminos seguros mantuvo a la provincia aislada hasta fines del siglo XVIII. El primero que trabajó en la empresa de comunicar Esmeraldas con la sierra fue don Pedro Vicente Maldonado que dedicó siete años a abrir un camino de herradura que partía desde Cotocollao y continuaba por Nono hasta establecer un embarcadero en la confluencia de los ríos Caone y Blanco, mérito que lo convirtió en el único Gobernador y Teniente de Atacames, recibiendo el título en nombre del Rey Felipe V de España. En esa época la provincia de Esmeraldas comenzaba en la isla de Tumaco y se prolongaba hasta Bahía de Caráquez desde la anulación definitiva de la Gobernación de Caráquez, además estos fueron territorios que incluían a Cabo Pasado y los territorios de los asentamientos chonanas en el actual cantón Chone, es decir todo el norte de la provincia de Manabí. Tenía 2.000 habitantes y la antigua población de Esmeraldas estaba ubicada en el punto donde el río Viche desemboca en el río Esmeraldas.Su nombre oficial fue el de Gobernación y Tenencia de Atacames como lo rectificó la Presidencia de Quito y la Corona española.
La población negra de la provincia es mayoritaria. Según el historiador Federico González Suárez, los primeros negros que llegaron a Esmeraldas fueron náufragos que ganaron la tierra a nado desde un barco de esclavos que escolló, al mandar por agua dulce a los negros, estos encontraron un clima similar al de África, estableciéndose en esta provincia. Al internarse en el continente sometieron a las tribus indígenas, entre las que se encontraban los cayapas quienes llamaban "malaba", malo, diablo o "juyungo" (diablo) a los negros, el principal de los cuales era Alonso de Illescas que había vivido en Sevilla y hablaba castellano. Escritores esmeraldeños como Julio Estupiñan Tello y Antonio Preciado han revalorizado la aportación negra al desarrollo cultural y han afianzado los valores propios de su raza (rebeldía, sentido de independencia) y sus manifestaciones culturales que se plasman en la música, el baile y la poesía.

#### Siglos XVI
Esmeraldas perteneció por más de tres siglos a la llamada provincia de Quito o bien gobernación de Quito. Es preciso también comprender que en la antigua Gobernación de Guayaquil deben identificarse dos zonas diferentes: la costera y la que miraba al interior, que comprendía inclusive los pueblos de Mindo y de Santo Domingo; por la distribución provincial posterior y por la información étnica, es importante tomar en cuenta sobre todo a las zonas costeras.
En este sentido también las tempranas exploraciones de Gonzalo Díaz de Pineda y de Alonso de Castellanos, antes de 1550, sirven para la zona del interior únicamente sobre el primer constituyente negro de Alonso de Illescas, se trata de algo muy conocido y no vamos a insistir en ello.
Se libró en la bahía de Atacames, los días 1 y 2 de julio de 1594, entre españoles e ingleses. El barco inglés The Dainty, comandado por sir Richard Hawkins, se presentó en el puerto de Chincha el 4 de junio, retirándose al notar que los españoles se preparaban para el combate.
Los españoles, que vigilaban al corsario, enviaron tres naves con 74 cañones y 300 tripulantes comandadas por Beltrán de Castro, que salieron del puerto del Callao en su persecución. El 1 de julio, al doblar la punta de Súa, junto a Atacames, los españoles encontraron al The Dainty, contra el que iniciaron un combate que tuvo que suspenderse al llegar la noche, continuando la mañana siguiente. El barco inglés fue abordado y la tripulación se rindió con la condición de que se respetara sus vidas.
Los ingleses, que eran 120 según historiadores españoles, o 75 según el capitán del The Daínty; tuvieron en sus filas 27 muertos y 17 heridos. Los ingleses fueron llevados a Lima, donde al enterarse de la noticia del triunfo, el 14 de septiembre, se celebraron grandes fiestas. Se habló de quemar a los piratas como herejes, pero no se hizo y Hawkins fue enviado a España donde fue a prisión por un largo tiempo....
Este combate fue inmortalizado por el famoso escritor Lope de Vega en su La Dragontea; por Luis Antonio de Oviedo y Herrera en el poema Santa Rosa de Lima, y por Pedro Peralta y Barnuevo en su Lima fundada.
Pero ante todo, el siglo XVI es de torno indígena en la región, cuando su cacique principal era don Felipe Cayapa, quien en 1598 residía en el pueblo del Espíritu Santo (Joel Monroy: En convento de la Merced de Quito, I) puesto que los mulatos eran aún una población muy reducida.
Y de todo el período habría que señalar que quien más hizo fue el mercenario Onofre Esteban, que vivió 11 años en la provincia (1587?-1598), siendo el fundador de San Mateo de las Esmeraldas hacia 1588, seguramente 6 leguas adentro de la actual ciudad, según se desprende del mapa de Maldonado hecho en 1740.
Entre 1598 y 1600 la imagen que tiene la Audiencia sobre los pobladores de Esmeraldas, es mixta, pues los mercedarios Gaspar de Torres y Juan Bautista Burgos llevaran a Quito en 1598 un primer contingente de indios Malabas y de Cayapas, mientras el Oidor Barrio irá llevando a los Arove como los primeros mulatos conocidos.

#### ElsigloXVII
El primer documento acerca de Esmeraldas lo hallamos en el legal. 12 de la sección Presidencia de Quito, (PQ en adelante), pues el 23 de marzo de 1607, desde Portoviejo, el cura Hernando Hincapié, misionero "de los indios" de la provincia llamada de San Mateo de las Esmeraldas, pero residente en Portoviejo, comunica que ha muerto el gobernador negro don Sebastián de Illescas, quien había reunido a los indios y fundado el pueblo de Cabo Pasado, el cual servirá de puerto de auxilio a los navegantes, dice además que los trabajos de casas y agricultura van progresando.
En 1601 ocurre la descripción de la Provincia de Esmeraldas contenida en la obra Memoria de los Virreyes del Perú, sobre la relación y sucesos de sus dominios. En la página 193 y numeral 62 de dicha obra se relata específicamente sobre la situación en la que se encontraba la actual provincia de Esmeraldas a principios del siglo XVII y dice:

Provincia de las Esmeraldas

Su Majestad me tiene mandado, por una cédula, fecha en Valladolid a 29 de Marzo de 1601, que procure pacificar la provincia de las Esmeraldas, y que cometa las superintendencias al Presidente de la Real Audiencia de Quito, por caerle más cerca y a la mano, y habiéndola encargado en años pasados la misma Audiencia al Dr. Juan del Barrio, oidor de ella, redujo por medios pacíficos algunos indios y mulatos que residen en la Bahía de San Mateo, y habiéndome dado aviso de ello, proveí del sustento necesario a los religiosos que se ocupan en la doctrina de ellos: esta pacificación la han intentado muchos, y ninguno ha salido en ella, como el mismo doctor dará cuenta a V.S.: hay noticia de que por allí se puede entrar a otras provincias comarcanas, y que podrían ser útiles al comercio y trato con Panamá, demás del servicio que se hará a nuestro Señor en convertir las almas de los naturales: V.S. mandará ver la cédula, y en conformidad de ella proveer lo que convenga; que como no hay orden de gastar con tales jornadas de la Real Hacienda, hase de aguardar a que algunos los apetezcan.
Relación del Sr. Virrey Don Luis de Velasco, al Sr. Conde de Monterrey sobre el estado del Perú.

En efecto para 1607 la capital de la gobernación se establece en Cabo Pasado, a donde el mulato Illescas y el cura Hincapié habían llevado unos 40 indios y unos 15 mulatos de otro sitio, cuyo nombre desconocemos. Para entonces ya no se habla de las piedras de esmeraldas, sino de la riqueza en pita y cabuya, pero como al mismo tiempo en la Audiencia se daba un gran desarrollo minero en Zaruma y cerca de Cuenca, Esmeraldas deja de ser un embrujo y entra en un cuasi?abandono (ver Zaruma: Cuatro siglos de peregrinaje histórico, SAG, agosto de 1992).
La fundación de Ibarra en 1606 tiene el objeto central, buscar una salida directa al mar, esa misión llevan en 1607 Diego Ramírez y el portugués Hernán González de Saá, quienes descubren el embarcadero del río Santiago y reportan al Presidente Ibarra que en Esmeraldas hay oro y muy buena madera y brea, para construir navíos. (Carlos E. Grijalva: Hernán González de Saá, en Rev. del Núcleo de la Casa de la Cultura de Imbabura, 1973?74).
Entre 1610 y 1619 de nuevo el eje vital de Esmeraldas es indígena, pues se suscitan 2 sublevaciones de Malabas, Wassu y de Nurpes, liderados por el curaca o cacique Gualopiengo, (Alfredo Costales: id, pg. 33). Noventa años después de la conquista los indios de Esmeraldas siguen demostrando su rebeldía.
El 4 de abril de 1630 y en 8 folios, los oficiales reales de Quito presentaron un listado de gastos correspondientes a la doctrina de los indios Esmeraldas entre 1624 y 1627, es decir con 3 años de retraso, (Rev. Arnahis, 18, pag. 251).

#### La segunda migración africana
Hacia 1640 y lo dice Pedro Vicente Maldonado un siglo después, (Cabildos de Quito, vol. XIX, pg. 1 en adelante), empieza la llegada de esclavos africanos huidos de las minas de Barbacoas, el cual se suma al inicial y de débil importancia poblacional, que fue el de los Illescas, un siglo antes.
De acuerdo a los estudios publicados sobre la procedencia de los esclavos Ilegados a las minas de Barbacoas, tendremos que:
a) Los Mandingas, procedentes exclusivamente en esta época del valle de Gambia.
b) Los Congos, de habla bantú, procedían del río Congo, cerca a la zona sur de África.
En nuestra obra "Esclavitud en la Costa Pacífica" hemos corregido a Colmenares, pues este cree que la migración del Congo fue muy posterior (ver pg. 110)
c) Los Angolas, venidos del Suroeste de África.

#### ElsigloXVIII
En el siglo XVIII, varios comerciantes quiteños y pastusos solían asistir por meses a los 3 pueblos que entonces tenía la gobernación de Esmeraldas, a hacer sus negocios, eran: San Mateo de Esmeraldas, San Pedro de Atenas de Cayapas y el pueblecito de Lanchas, estos dos últimos eran como avanzadas del soñado camino de Ibarra al mar (Cristóbal Tobar: Monogrtafía de Ibarra, la ed. 1950). Los comerciantes que por entonces viajaban a la zona eran Francisco Bermeo, José Caballero de la Vega y Lucas Fernández de Córdova, este vecino de Pasto. En mayo de 1700, estos declararon en Quito que habían visto a los mercedarios decir misa y administrar sacramentos en la zona, de esta manera pudieron cobrar sus estipendios, los curas de San Mateo, Fray Cristóbal Bolanos (pastuso) y Fray Juan de Villalta, Fray Francisco Montenegro, misionero en Cayapas y Fray Félix Carvajal, doctrinero en Lanchas. (PQ, 269).
El abandono de Esmeraldas fue mayor en el siglo XVIII que en ningún otro. En medio de este olvido, Maldonado actuó en Esmeraldas de 1738 a 1740; según lo declara él mismo, fue el fundador de La Tola y allí había unos 120 indios, 60 mulatos y 60 negros. No tenía cura y le atendía de vez en cuando el coadjutor de Tumaco.
San Mateo de las Esmeraldas en estos años de 1740 era un puerto miserable, tenía 450 personas, todos zambos, lo dice Maldonado (ver diario de José María Blanco en el ANH, República, folio 242), es decir era una población absolutamente mezclada de negros con indios cayapas.
Atacames, según el mismo Maldonado, se había fundado sólo pocos años antes, tenía 200 personas, de ellas 50 españoles, 50 mestizos, 50 indios y 50 mulatos, era un anejo del curato de Esmeraldas. Los pueblos del interior de la provincia, eran absolutamente de indios, (Lachas, Cayapas, Juntas, etc.). Maldonado observó que había también unos 5 grupos de indios en la costa, que no se habían sometido a nadie y que ni siquiera se les conocía: estaban en la cabecera de Rioverde y otros eran los Carnovi, los Malabas, los Sindales y los Alclemes.
- En resumen, en 1740 y entre La Tola, San Mateo y Atacames había:
- Españoles o blancos: 50 (solo en Atacames)
- Indios: 160 conocidos en La Tola y Atacames
- Mulatos: 100
- Zambos: 450 (exclusivamente en San Mateo)
- Negros Puros: 50 (solo en La Tola)
- Mestizos: 50 (solo en Atacames)

Según esto, cabría decir que la identidad afro-aunque afromestiza de Esmeraldas empieza en 1740, pues antes fue sobre todo indígena.
José Rumazo en sus "Documentos para la Historia de la Audiencia de Quito", tomo II, pag.330, revela por primera vez una descripción de la gobernación enviada al Rey en 1749: por ella se sabe que existían por entonces 4 pueblos pequeños: Atacames, Limones, La Tola y río Santiago. No aparece San Mateo.
Atacames no tenía sino 24 familias, es decir un centenar de habitantes, (120 personas) demostrando que se había despoblado en relación con los 200 habitantes de 9 años antes. En ese grupillo dos familias, los Vallejo y los Luna, se consideraban nobles en el pueblo, que siendo el más importante revela unas 10 familias blancas, unas 10 de indios y apenas 4 familias negras: las de Pedro Coerpa, Juan Jame, Salvador Manguanche y la de Manuel Peleagozo, que son sin duda los apellidos negros o afro?mestizos más antiguos de la provincia y que de seguro se remontarían a 1640 y en el caso de los Manguanches posiblemente al grupo de Illescas.<!R0>
Limones era aún más pequeño, apenas tenía 5 familias, prácticamente la mitad indios y la mitad blancos; tenía 3 anejos: Palma Real y Herradura. En Herradura el enclave negro era ya importante, pues había 3 familias de negros libres y un esclavo perteneciente a Juan Jiménez. Los jefes libres negros eran: Eugenio Bamba, Juan José Jama y José Panesco.

#### El Tercer Contingente Negro
A finales del siglo XVIII, se pone de moda las minas de Cachaví, Playa de Oro y la de Guimbí, las cuales traen a un tercer contingente negro, que venido huido o comprado de las minas de la Nueva Granada, va a dar una fisonomía más africana a la región. Esto también se debió a que desde 1772 a los 1805, nuevos esfuerzos de los ibarreños, pugnaron por abrir el camino al mar, siendo sus intereses absolutos los de tipo aurífero.
Se dio por entonces una disputa entre los gobiernos seccionales de Quito y de Ibarra, parece que los mineros de la Nueva Granada, querían obtener respaldo en sus amigos y presidentes de Quito, restando poder a los empresarios ibarreños. Esto parece desprenderse de la exposición que en 1794 hizo el Corregidor de Ibarra, José Posse Pardo, para demostrar que Tumaco, Esmeraldas, Santiago de Atacames, Lanchas y Cayapas, estaban sujetos a la jurisdicción de Ibarra (PQ, sección gobierno, caja 19).
Por entonces tomó cierta importancia Limones, prácticamente desaparecido en 1740, según Maldonado, y convertido en puerto en 1802, según don Antonio Melo. Cuántos esclavos se vinieron de las minas de la Nueva Granada a fines de la Colonia, pues el mismo Melo declaraba en 1802 que sólo la mina de Cochaví tenía 60 esclavos negros, comprados en 1803 en las minas de Dominguillo en Popayán por don Miguel Ponce en 57.000 pesos y que debían servir para la apertura del Camino de Santiago. Dos años después fracasó el intento de apertura y esos negros, pudiera decirse que quedaron en libertad, (PQ, tomo 402, exp. de don Miguel Ponce).
De tal manera que podría decirse que entre 1780 y 1803, más o menos, unos 230 negros de Nueva Granada, sembraron una enorme impronta africana en Esmeraldas. Poco antes de la independencia, el sitio más importante de Esmeraldas, era el puerto de La Tola, por eso es que Francisco Luis Héctor de Carondelet, pensó en erigirlo en corregimiento.

### Época republicana
En 1830 se constituyó Ecuador como república, tras su separación de la Gran Colombia formando Esmeraldas parte de la provincia de Pichincha. Eso, motivó a varios legisladores a presentar en 1847, en el Congreso Nacional, un proyecto de decreto cuyos considerandos decían: “Que la costa de Esmeraldas se halla situada a grande distancia de la provincia de Pichincha y que este rico, importante y extenso territorio debe elevarse al rango y categoría de provincia”. Considerando los argumentos, en las resoluciones decía en el artículo 1 que “en la costa septentrional de la República se erige una provincia que llevará el nombre de provincia litoral de Esmeraldas”. Por la distancia de los centros políticos y su condición de atraso, la Ley del 17 de noviembre de 1846 establecía un trato y organización especial para las provincias de Quijos, Canelos, Macas, Gualaquiza y El Rosario. Por estar en una situación similar a la de esas localidades, el Congreso hizo extensiva a Esmeraldas la referida Ley de 1846, mediante Decreto del 18 de noviembre de 1847 y sancionado por el entonces presidente de la República, Vicente Ramón Roca, el 20 de noviembre de 1847.<!R1> El Ejecutivo designó como gobernador al quiteño Camilo Borja.
Como nueva provincia, fue necesaria la designación de un gobernador, como quedó establecido en el cuerpo legal. Posteriormente, la Ley de División Territorial dictada por la Convencional Nacional de 1861, sancionada por Gabriel García Moreno el 29 de mayo del mismo año, ya establece a Esmeraldas como provincia.  El Art. 12 ded la misma señala que: “La provincia de Esmeraldas se compone de solo el cantón Esmeraldas que consta de las parroquias Esmeraldas, Atacames, Rioverde, La Tola, San Francisco y Concepción.
En 1839 se proyectó la colonización inglesa de Esmeraldas; cediéndose terrenos en 1843 en la que en funcionó como colonial penal y subsiguientemente, en 1854 se pretendía dar 200 mil cuadras de “terrenos baldíos” en Atacames y San Lorenzo, como parte de pago de la deuda inglesa contraída por la república durante su independencia. En esta época, se comenzó a explotar el caucho hasta la década de 1870, siendo reemplazada desde 1880 por el cultivo de la tagua, semilla de la que se hacían principalmente los botones de las camisas. 
El 20 de octubre de 1880 el pueblo, principalmente afrodescendiente, tomó Esmeraldas y designó jefe supremo a Eloy Alfaro, igual en 1883 y 1895.  En 1909 se comenzó la línea férrea Ibarra-Esmeraldas, el camino del Pailón. Tras la Guerra de Concha los esmeraldeños designaron jefe supremo a su sobrino, Flavio Alfaro en 1911.
Entonces, muchos migrantes llegaron y formaron sus campamentos alrededor de la Casa de la Tagua formada por alemanes. En 1912 surgió la balsa, pero de la crisis recién salieron en 1934 “cuando se nota un repunte de las exportaciones” que aportó al desarrollo del comercio, la agricultura y ganadería.
El presidente Galo Plaza impulsó la exportación bananera de la mano de la Fruit Trading Corporation que empezó a exportar desde 1948 hasta la década de 1960, la corta bonanza bananera contribuyó a la integración férrea y terrestre de Esmeraldas con la Sierra.

## Geografía

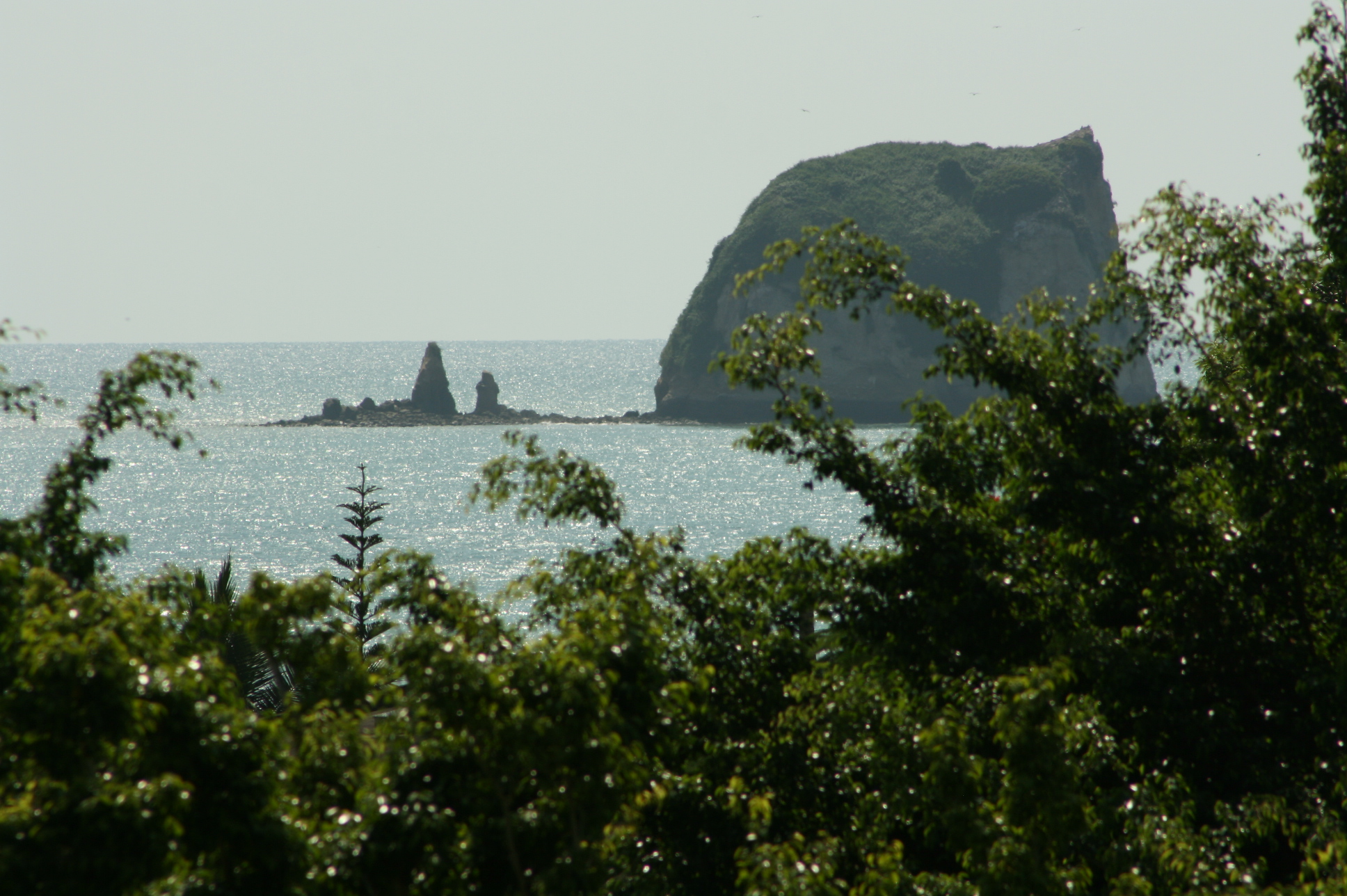
Peñón de Súa.

Esmeraldas es la provincia de la costa ecuatoriana más septentrional, es decir, la que está al norte del país. El territorio es llano, con pequeñas colinas de un máximo de 30 m s. n. m.. Pequeñas elevaciones existentes. El clima de Esmeraldas varía desde tropical subhúmedo, subtropical húmedo y subtropical muy húmedo, con una temperatura media de 23 °C.

### Sistemas hidrográficos
- Río Santiago: Nace en la cordillera occidental en los páramos de Piñán. Sus afluentes son el Uimbí, el Bogotá, el Tululbí y el Palabí.
- Río Santiago y Cayapas riega toda la zona norte de la provincia.
- Río Esmeraldas: El sistema hidrográfico del río Esmeraldas está formado por el río Blanco, el Guayllabamba, el Toachi y el Quinindé y abarca 20.000 km². Su nacimiento se encuentra en los deshielos de la cordillera y el río Guayllabamba es el afluente más largo que recoge las aguas del norte del callejón interandino. Desde la confluencia del Esmeralda y el Guayllabamba en Quinindé (Rosa Zárate) hasta la desembocadura es navegable. La capital, Esmeraldas, se encuentra a 3 km de la desembocadura.
- Río Blanco: Nace en el Pichincha, y sus afluentes son el Toachi, Caoní y el Quinindé. También es navegable.

Otros ríos, el Atacames, el San Francisco, el Bunche y el Muisne. Otro de los ríos principales es el Río Verde, recorriendo desde la parroquia Chumundé hasta su desembocuadra en el Cabecera cantonal Río verde.

### Otros accidentes geográficos
- Enseñadas importantes son la de Súa, de Atacames, de San Francisco y de Muisne.
- Bahías: Ancón de Sardinas en la frontera con Colombia y la de Cojimíes al sur.
- Puertos: Esmeraldas, de San Lorenzo, el puerto terminal petrolero de Balao, el Poliducto, el puerto Gasero y el puerto artesanal pesquero.

## Demografía
Según las cifras presentadas por el Instituto Nacional de Estadística y Censos Ecuador INEC en el censo realizado en 2010,<!R2> la población total de la provincia es de 534,092, y su composición etnográfica es:
- Mestizos (44,68%)
- Afroecuatoriano (23.04%)

- Negro (10.59)
- Mulato (10.27)
- Blancos (5,87%)
- Indígenas (2.81%)
- Montubio (2.44%)
- Otros (0.30%)

## Gobierno y política

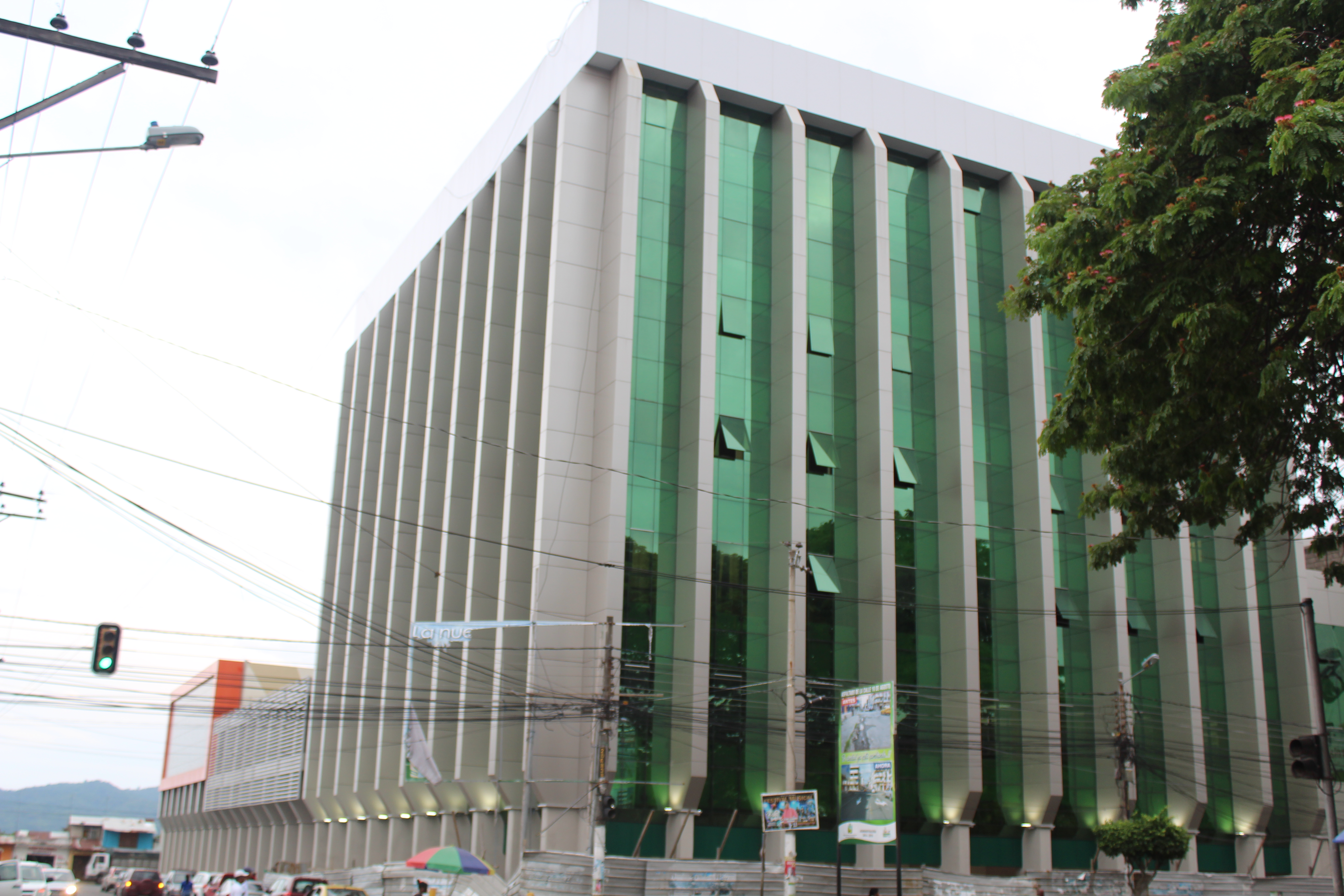
Prefectura de Esmeraldas.

### Política
La estructura política de Esmeraldas está conformada por el Gobierno Autónomo Descentralizado Provincial denominado comúnmente como «Prefectura», la cual es una persona jurídica de derecho público que goza de autonomía política, administrativa y financiera, y ejerce las funciones ejecutivas, legislativas y de fiscalización dentro de la circunscripción territorial de la provincia.<!R3> La sede de este gobierno seccional está en la ciudad de Esmeraldas, en calidad de capital provincial.
El gobierno provincial está conformado por un prefecto, un viceprefecto y el consejo provincial. El prefecto es la máxima autoridad y representante legal de la función ejecutiva dentro de la provincia y es elegido en binomio junto al viceprefecto por votación popular en las urnas.<!R4> El consejo provincial es el órgano de legislación y fiscalización del gobierno provincial, y está integrado por el prefecto -quien lo preside con voto dirimente-, el viceprefecto, los alcaldes de los siete cantones esmeraldeños, y representantes de los gobiernos de las parroquias rurales.<!R5> En la actualidad, el cargo de prefecta lo ejerce Roberta Zambrano, reelegida para el periodo 2023 - 2027. 
Paralelo al Gobierno Autónomo Descentralizado Provincial de Esmeraldas, el poder ejecutivo del presidente de la República está representado en la provincia por el gobernador. El cargo de gobernador es ocupado por un individuo designado por el presidente de la República, y puede durar en sus funciones indefinidamente mientras así lo decida el primer mandatario del país. Actualmente, el gobernador de la provincia es Javier Buitrón.

### División administrativa

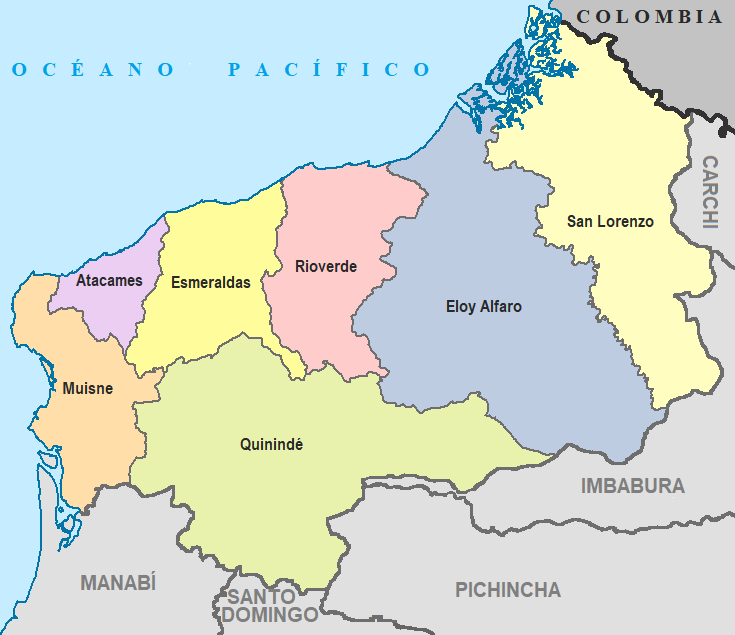
Cantones de Esmeraldas.

Esmeraldas está dividida en siete cantones, que a su vez están conformados por parroquias urbanas y rurales. Cada uno de los cantones son administrados a través de una municipalidad y un consejo cantonal, los cuales son elegidos por la población de sus respectivos cantones. La responsabilidad de estos cantones es realizar el mantenimiento de carreteras, administrar los presupuestos del gobierno del estado para programas de asistencia social y económica, y administrar, infraestructuras tales como parques y sistemas de saneamiento básico.
|  | Cantón      | Población (2022) | Área (km²) | Cabecera cantonal | Población (2022) |
|  | ----------- | ---------------- | ---------- | ----------------- | ---------------- |
|  | Atacames    | 51 204           | 511        | Atacames          | 18 948           |
|  | Eloy Alfaro | 46 305           | 4302       | Valdez            | 4956             |
|  | Esmeraldas  | 211 848          | 1351       | Esmeraldas        | 155 487          |
|  | Muisne      | 36 426           | 1265       | Muisne            | 5574             |
|  | Quinindé    | 126 841          | 3855       | Rosa Zárate       | 31 120           |
|  | Rioverde    | 32 886           | 1506       | Rioverde          | 4010             |
|  | San Lorenzo | 48 391           | 3342       | San Lorenzo       | 28 491           |

## Turismo

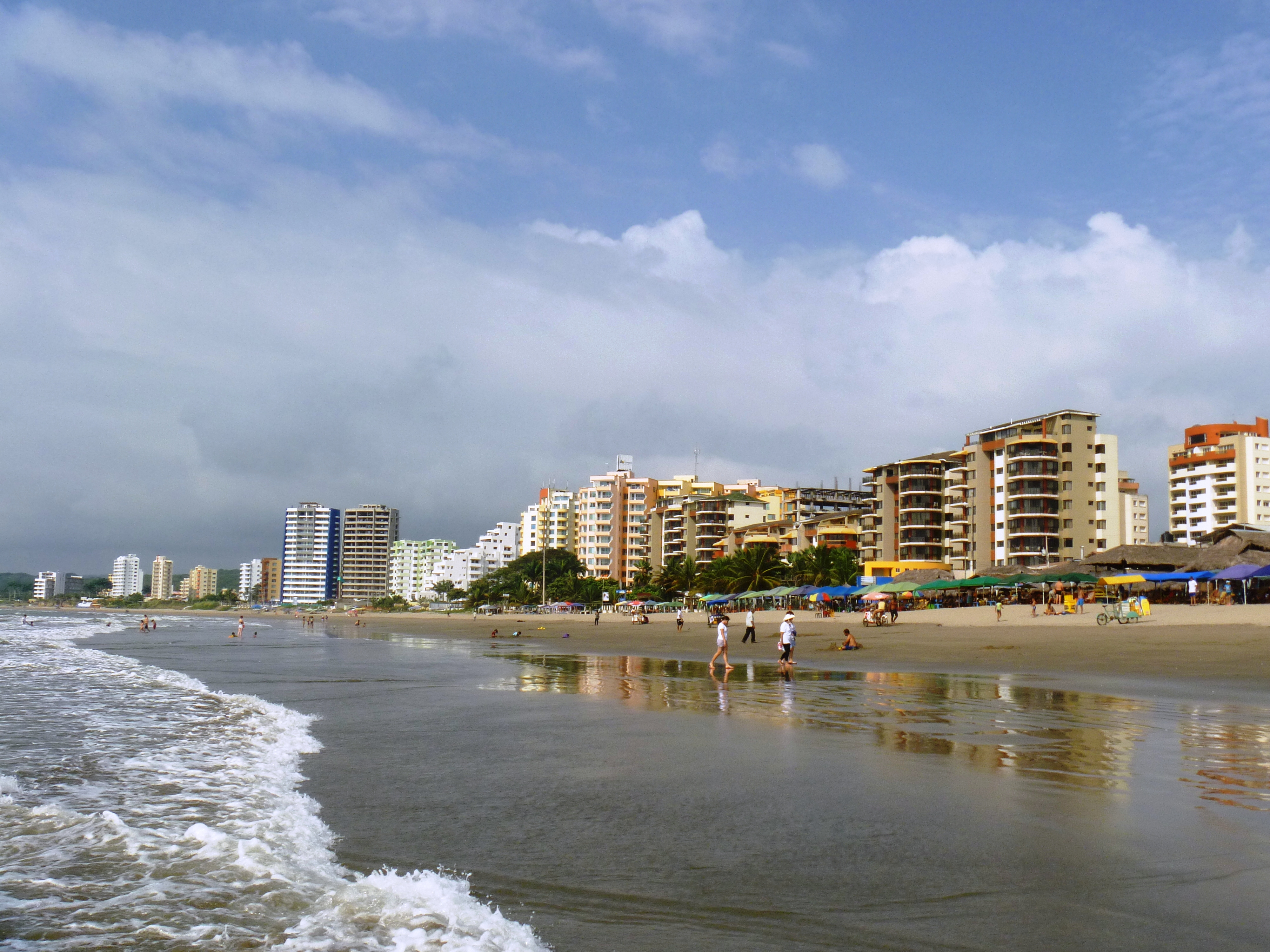
Playa de Tonsupa.

Su principal atractivo lo constituyen sus costas -en especial las playas del sector sur- así como sus reservas ecológicas -como la reserva ecológica Cayapas Mataje, al norte.-; todo ello hace de la provincia uno de los destinos turísticos más visitados del país, gozando la mayor parte del territorio provincial de una temperatura favorable en todo el año (entre 21 y 25 °C).
La provincia verde, como se la conoce popularmente, está situada en la costa noroccidental del país y sus playas son, sin lugar a dudas, uno de sus principales atractivos. A 30 km de la ciudad de Esmeraldas se encuentra Atacames, que recibe turistas todo el año y también conocida como la playa de los Quiteños, por su cercanía a Quito. Tiene un amplio malecón donde encontramos buenos restaurantes al aire libre, con lo mejor de la comida típica de la región. Junto a la playa, numerosos bares ofrecen bebidas típicas a base de agua de coco, principalmente. Ahí nunca se duerme los bares, que se encuentran en la playa, te permite beber las mejores bebidas exóticas que puedas imaginarte y bailar toda la noche sin parar, es ideal escuchar la música y oír como las olas chocan con la playa, como dando más ritmo a la música, fogatas y hamacas que también ofrece lugares para hospedarse y una bella playa ideal para pasear en bote.
Entre éstas destacan Atacames, famosa por su gastronomía y su artesanía en coral negro y rojo; Same, una zona de grandes palmas que se extiende por aguas serenas y azules; Muisne, con playas vírgenes de cálida arena habitada por cangrejos rojos en medio de un ambiente tropical; Quinindé, con vastos palmares africanos y con casas de caña guadúa; y Tonsupa, donde es bello observar las puestas de sol. Las comidas típicas de estas playas que se mantienen con un promedio de 25 °C de noviembre a mayo y de 18° a 23° de junio a octubre, son las carnes de cerdo, res, pescado, langosta y camarón, plátano verde y yuca, en diversos platos.
Esmeraldas cuenta con los bosques de manglares más altos del mundo, los Manglares de Majagual,  situados en la Reserva Ecológica Cayapas-Mataje estos están ubicados al norte de la provincia (San Lorenzo) cerca a la frontera con Colombia.<!R6>

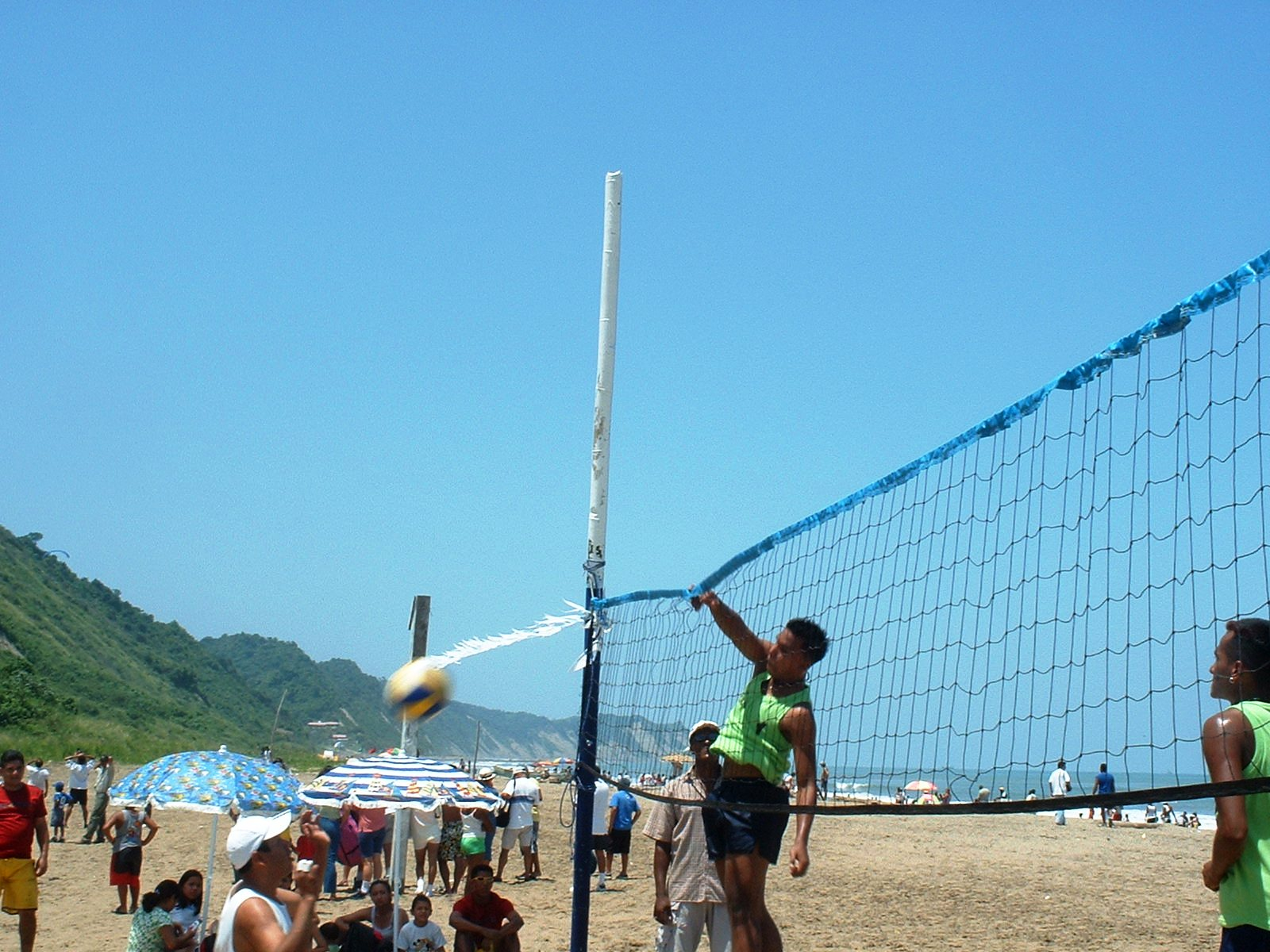
Diversión de verano en la playa de Las Palmas.

Hacia el suroeste, a 11 km, Same se levanta en medio de palmeras y aguas cristalinas. Y a 48 km, está la isla de Muisne, con playas vírgenes y aguas pacíficas ideales para descansar y disfrutar de la brisa del mar.

## Gastronomía
Esmeraldas, ofrece una gastronomía única en la geografía ecuatoriana. Sus exquisitos platos tienen como base productos del mar (camarones, pescados, caracol pata de burro, langosta), coco<!R7>, plátano verde, maduro especias como la chillangua y chirarán, así como carne de animales silvestres como la guanta y la tatabra.
- El tapao (carne de pescado secada al sol y cocida con plátano)
- El encocao (estofado de pescado o mariscos adobados con zumo de coco)
- El ceviche (de mariscos, acompañado con patacones)<!R8>
- El pusandao (preparado con carne de cerdo, plátano y yuca)

En postres, destacan las cocadas negra y blanca realizadas con coco y azúcar, la conserva de guayaba, las majajas, troliches, el cazabe, o los derivados del plátano como el mazato y la chucula.